# Fußball-Asienmeisterschaft 2015/Gruppe A
| Pl. | Land       | Sp. | S | U | N | Tore    | Diff. | Punkte |
| --- | ---------- | --- | - | - | - | ------- | ----- | ------ |
| 1.  | Südkorea   | 3   | 3 | 0 | 0 | 003:000 | +3    | 09     |
| 2.  | Australien | 3   | 2 | 0 | 1 | 008:200 | +6    | 06     |
| 3.  | Oman       | 3   | 1 | 0 | 2 | 001:500 | −4    | 03     |
| 4.  | Kuwait     | 3   | 0 | 0 | 3 | 001:600 | −5    | 0      |

Die Gruppe A der Fußball-Asienmeisterschaft 2015 war eine der vier Gruppen des Turniers. Das erste Spiel wurde am 9. Januar 2015 ausgetragen, der letzte Spieltag fand am 17. Januar 2015 statt. Die Gruppe bestand aus den Nationalmannschaften aus Australien, Südkorea, Oman und Kuwait.

## Australien – Kuwait 4:1 (2:1)
| Australien                                                                               | Australien | Kuwait | Kuwait | Aufstellung                         |
| ---------------------------------------------------------------------------------------- | --- | --- | ------ | ----------------------------------- |
| Australien                                                                               | \| 1. Spieltag \| \| 9. Januar 2015 um 20:00 Uhr (10:00 Uhr MEZ) in Melbourne (Melbourne Rectangular Stadium) \| \| Zuschauer: 25.231 \| \| Schiedsrichter: Ravshan Ermatov ( Usbekistan) \| \| Spielbericht \|                                             | \| 1. Spieltag \| \| 9. Januar 2015 um 20:00 Uhr (10:00 Uhr MEZ) in Melbourne (Melbourne Rectangular Stadium) \| \| Zuschauer: 25.231 \| \| Schiedsrichter: Ravshan Ermatov ( Usbekistan) \| \| Spielbericht \|                                                                       | Kuwait | Aufstellung Australien gegen Kuwait |
| Australien                                                                               | Mathew Ryan – Ivan Franjic, Trent Sainsbury, Matthew Spiranovic, Aziz Behich – Massimo Luongo (84. Mark Bresciano), Mile Jedinak , James Troisi – Mathew Leckie, Tim Cahill (65. Tomi Juric), Robbie Kruse (72. Nathan Burns) Cheftrainer: Ange Postecoglou | Hameed Youssef – Khaled al-Qahtani (75. Bader al-Mutawa), Musaed Neda , Hussain Fadhel (57. Amer al-Fadhel), Fahad al-Hajeri – Ali Maqseed – Faisal Zaid, Sultan al-Enezi, Fahad al-Ansari, Saleh al-Sheikh – Aziz Mashaan (64. Yousef Nasser) Cheftrainer: Nabil Maaloul ( Tunesien) | Kuwait | Aufstellung Australien gegen Kuwait |
| Australien                                                                               | 1:1 Cahill (33.) 2:1 Luongo (45.) 3:1 Jedinak (62., Elfmeter) 4:1 Troisi (90.+2') | 0:1 H. Fadhel (8.) | Kuwait | Aufstellung Australien gegen Kuwait |
| Australien                                                                               | H. Fadhel (19.), Zaid (47.) | | Kuwait | Aufstellung Australien gegen Kuwait |
| Australien                                                                               | Spieler des Spiels: Massimo Luongo (Australien) | | Kuwait | Aufstellung Australien gegen Kuwait |
| 1. Spieltag                                                                              | | |        |                                     |
| 9. Januar 2015 um 20:00 Uhr (10:00 Uhr MEZ) in Melbourne (Melbourne Rectangular Stadium) | | |        |                                     |
| Zuschauer: 25.231                                                                        | | |        |                                     |
| Schiedsrichter: Ravshan Ermatov ( Usbekistan)                                            | | |        |                                     |
| Spielbericht                                                                             | | |        |                                     |

## Südkorea – Oman 1:0 (1:0)
| Südkorea                                                                   | Südkorea | Oman | Oman | Aufstellung                     |
| -------------------------------------------------------------------------- | --- | --- | ---- | ------------------------------- |
| Südkorea                                                                   | \| 1. Spieltag \| \| 10. Januar 2015 um 16:00 Uhr (6:00 Uhr MEZ) in Canberra (Canberra Stadium) \| \| Zuschauer: 12.552 \| \| Schiedsrichter: Peter O’Leary ( Neuseeland) \| \| Spielbericht \|                                                                     | \| 1. Spieltag \| \| 10. Januar 2015 um 16:00 Uhr (6:00 Uhr MEZ) in Canberra (Canberra Stadium) \| \| Zuschauer: 12.552 \| \| Schiedsrichter: Peter O’Leary ( Neuseeland) \| \| Spielbericht \| | Oman | Aufstellung Südkorea gegen Oman |
| Südkorea                                                                   | Kim Jin-hyeon – Kim Chang-soo (17. Cha Du-ri), Kim Ju-young, Jang Hyun-soo, Kim Jin-su – Park Joo-ho, Ki Sung-yong – Lee Chung-yong (78. Han Kyo-won), Koo Ja-cheol, Son Heung-min – Cho Young-cheol (72. Lee Jeong-hyeop) Cheftrainer: Uli Stielike ( Deutschland) | Ali al-Habsi – Ali al-Busaidi, Mohammed al-Musalami, Jaber al-Owaisi (73. Mohsin Johar), Abdul Salam al-Mukhaini, Raed Ibrahim Saleh – Qasim Said (61. Amad al-Hosni), Eid al-Farsi, Ahmed Mubarak al-Mahaijri, Mohammed al-Siyabi (86. Said al-Ruzaiqi) – Abdulaziz al-Muqbali Cheftrainer: Paul Le Guen ( Frankreich) | Oman | Aufstellung Südkorea gegen Oman |
| Südkorea                                                                   | 1:0 Cho Young-cheol (45.+1') | | Oman | Aufstellung Südkorea gegen Oman |
| Südkorea                                                                   | al-Muqbali (32.) | | Oman | Aufstellung Südkorea gegen Oman |
| Südkorea                                                                   | Spieler des Spiels: Koo Ja-cheol (Südkorea) | | Oman | Aufstellung Südkorea gegen Oman |
| 1. Spieltag                                                                | | |      |                                 |
| 10. Januar 2015 um 16:00 Uhr (6:00 Uhr MEZ) in Canberra (Canberra Stadium) | | |      |                                 |
| Zuschauer: 12.552                                                          | | |      |                                 |
| Schiedsrichter: Peter O’Leary ( Neuseeland)                                | | |      |                                 |
| Spielbericht                                                               | | |      |                                 |

## Kuwait – Südkorea 0:1 (0:1)
| Kuwait                                                                     | Kuwait | Südkorea | Südkorea | Aufstellung                       |
| -------------------------------------------------------------------------- | --- | --- | -------- | --------------------------------- |
| Kuwait                                                                     | \| 2. Spieltag \| \| 13. Januar 2015 um 18:00 Uhr (8:00 Uhr MEZ) in Canberra (Canberra Stadium) \| \| Zuschauer: 8.795 \| \| Schiedsrichter: Alireza Faghani ( Iran) \| \| Spielbericht \|                                                                                          | \| 2. Spieltag \| \| 13. Januar 2015 um 18:00 Uhr (8:00 Uhr MEZ) in Canberra (Canberra Stadium) \| \| Zuschauer: 8.795 \| \| Schiedsrichter: Alireza Faghani ( Iran) \| \| Spielbericht \|                                                                         | Südkorea | Aufstellung Kuwait gegen Südkorea |
| Kuwait                                                                     | Hameed Youssef – Amer al-Fadhel, Fahad al-Hajeri, Musaed Neda , Fahad Awadh – Abdullah al-Buraiki (75. Faisal Zaid), Fahad al-Ansari, Sultan al-Enezi (64. Bader al-Mutawa) – Ali Maqseed, Aziz Mashaan, Yousef Nasser (76. Faisal al-Enezi) Cheftrainer: Nabil Maaloul ( Tunesien) | Kim Seung-gyu – Cha Du-ri, Jang Hyun-soo, Kim Young-gwon, Kim Jin-su – Ki Sung-yong , Lee Myung-joo (46. Cho Young-cheol), Park Joo-ho – Nam Tae-hee (86. Han Kook-young), Kim Min-woo (76. Lee Jeong-hyeop), Lee Keun-ho Cheftrainer: Uli Stielike ( Deutschland) | Südkorea | Aufstellung Kuwait gegen Südkorea |
| Kuwait                                                                     | 0:1 Nam Tae-hee (36.) | | Südkorea | Aufstellung Kuwait gegen Südkorea |
| Kuwait                                                                     | Awadh (35.) | Jang Hyun-soo (19.), Nam Tae-hee (42.), Cha Du-ri (70.) | Südkorea | Aufstellung Kuwait gegen Südkorea |
| Kuwait                                                                     | Spieler des Spiels: Aziz Mashaan (Kuwait) | | Südkorea | Aufstellung Kuwait gegen Südkorea |
| 2. Spieltag                                                                | | |          |                                   |
| 13. Januar 2015 um 18:00 Uhr (8:00 Uhr MEZ) in Canberra (Canberra Stadium) | | |          |                                   |
| Zuschauer: 8.795                                                           | | |          |                                   |
| Schiedsrichter: Alireza Faghani ( Iran)                                    | | |          |                                   |
| Spielbericht                                                               | | |          |                                   |

## Oman – Australien 0:4 (0:3)
| Oman                                                               | Oman | Australien | Australien | Aufstellung                       |
| ------------------------------------------------------------------ | --- | --- | ---------- | --------------------------------- |
| Oman                                                               | \| 2. Spieltag \| \| 13. Januar 2015, 20:00 Uhr (10:00 Uhr MEZ) in Sydney (ANZ Stadium) \| \| Zuschauer: 50.276 \| \| Schiedsrichter: Ryūji Satō ( Japan) \| \| Spielbericht \| | \| 2. Spieltag \| \| 13. Januar 2015, 20:00 Uhr (10:00 Uhr MEZ) in Sydney (ANZ Stadium) \| \| Zuschauer: 50.276 \| \| Schiedsrichter: Ryūji Satō ( Japan) \| \| Spielbericht \|                                                                         | Australien | Aufstellung Oman gegen Australien |
| Oman                                                               | Ali al-Habsi – Raed Ibrahim Saleh (88. Ali Salim al-Nahar), Abdul Salam al-Mukhaini, Jaber al-Owaisi, Mohammed al-Musalami, Ali al-Busaidi (46. Amer Said al-Shatri) – Ahmed Mubarak al-Mahaijri, Eid al-Farsi, Mohsin al-Khaldi – Abdulaziz al-Muqbali, Amad al-Hosni (46. Ali al-Jabri) Cheftrainer: Paul Le Guen ( Frankreich) | Mathew Ryan – Ivan Franjic, Trent Sainsbury, Matthew Spiranovic, Lee Davidson – Mark Milligan, Massimo Luongo (51. Mark Bresciano), Matt McKay – Mathew Leckie (77. Tommy Oar), Robbie Kruse, Tim Cahill (51. Tomi Juric) Cheftrainer: Ange Postecoglou | Australien | Aufstellung Oman gegen Australien |
| Oman                                                               | 0:1 McKay (27.) 0:2 Kruse (30.) 0:3 Milligan (45.+2' Foulelfmeter) 0:4 Juric (70.) | | Australien | Aufstellung Oman gegen Australien |
| Oman                                                               | al-Mahaijri (36.), al-Mukhaini (45.+1') | Spiranovic (73.), Davidson (87.) | Australien | Aufstellung Oman gegen Australien |
| Oman                                                               | Spieler des Spiels: Robbie Kruse (Australien) | | Australien | Aufstellung Oman gegen Australien |
| 2. Spieltag                                                        | | |            |                                   |
| 13. Januar 2015, 20:00 Uhr (10:00 Uhr MEZ) in Sydney (ANZ Stadium) | | |            |                                   |
| Zuschauer: 50.276                                                  | | |            |                                   |
| Schiedsrichter: Ryūji Satō ( Japan)                                | | |            |                                   |
| Spielbericht                                                       | | |            |                                   |

## Australien – Südkorea 0:1 (0:1)
| Australien                                                                 | Australien | Südkorea | Südkorea | Aufstellung                           |
| -------------------------------------------------------------------------- | --- | --- | -------- | ------------------------------------- |
| Australien                                                                 | \| 3. Spieltag \| \| 17. Januar 2015 um 19:00 Uhr (10:00 Uhr MEZ) in Brisbane (Suncorp Stadium) \| \| Zuschauer: 48.513 \| \| Schiedsrichter: Nawaf Shukralla ( Bahrain) \| \| Spielbericht \|                                                           | \| 3. Spieltag \| \| 17. Januar 2015 um 19:00 Uhr (10:00 Uhr MEZ) in Brisbane (Suncorp Stadium) \| \| Zuschauer: 48.513 \| \| Schiedsrichter: Nawaf Shukralla ( Bahrain) \| \| Spielbericht \|                                                                       | Südkorea | Aufstellung Australien gegen Südkorea |
| Australien                                                                 | Mathew Ryan – Ivan Franjic, Trent Sainsbury, Matthew Spiranovic, Aziz Behich – Massimo Luongo, Mark Milligan , Matt McKay (71. Tim Cahill) – Nathan Burns (71. Robbie Kruse), Tomi Juric, James Troisi (60. Mathew Leckie) Cheftrainer: Ange Postecoglou | Kim Jin-hyeon – Kim Chang-soo, Kwak Tae-hwi, Kim Young-gwon, Kim Jin-su – Park Joo-ho (41. Han Kook-young), Ki Sung-yong – Han Kyo-won (76. Jang Hyun-soo), Koo Ja-cheol (49. Son Heung-min), Lee Keun-ho – Lee Jeong-hyeop Cheftrainer: Uli Stielike ( Deutschland) | Südkorea | Aufstellung Australien gegen Südkorea |
| Australien                                                                 | 0:1 Lee Jeong-hyeop (33.) | | Südkorea | Aufstellung Australien gegen Südkorea |
| Australien                                                                 | Burns (29.), Spiranovic (79.), Cahill (90.+1') | Han Kyo-won (58.), Kim Chang-soo (61.) | Südkorea | Aufstellung Australien gegen Südkorea |
| Australien                                                                 | Spieler des Spiels: Ki Sung-yong (Südkorea) | | Südkorea | Aufstellung Australien gegen Südkorea |
| 3. Spieltag                                                                | | |          |                                       |
| 17. Januar 2015 um 19:00 Uhr (10:00 Uhr MEZ) in Brisbane (Suncorp Stadium) | | |          |                                       |
| Zuschauer: 48.513                                                          | | |          |                                       |
| Schiedsrichter: Nawaf Shukralla ( Bahrain)                                 | | |          |                                       |
| Spielbericht                                                               | | |          |                                       |

## Oman – Kuwait 1:0 (0:0)
| Oman                                                                          | Oman | Kuwait | Kuwait | Aufstellung                   |
| ----------------------------------------------------------------------------- | --- | --- | ------ | ----------------------------- |
| Oman                                                                          | \| 3. Spieltag \| \| 17. Januar 2015 um 20:00 Uhr (10:00 Uhr MEZ) in Newcastle (Newcastle Stadium) \| \| Zuschauer: 7.499 \| \| Schiedsrichter: Fahad al-Mirdasi ( Saudi-Arabien) \| \| Spielbericht \| | \| 3. Spieltag \| \| 17. Januar 2015 um 20:00 Uhr (10:00 Uhr MEZ) in Newcastle (Newcastle Stadium) \| \| Zuschauer: 7.499 \| \| Schiedsrichter: Fahad al-Mirdasi ( Saudi-Arabien) \| \| Spielbericht \|                                                                            | Kuwait | Aufstellung Oman gegen Kuwait |
| Oman                                                                          | Ali al-Habsi – Ali Salim al-Nahar, Abdul Salam al-Mukhaini, Jaber al-Owaisi, Ali al-Busaidi – Ahmed Mubarak al-Mahaijri, Eid al-Farsi – Raed Ibrahim Saleh (90.+2' Nasser al-Shimli), Said al-Ruzaiqi (58. Mohammed al-Siyabi), Qasim Said (82. Ali al-Jabri) – Abdulaziz al-Muqbali Cheftrainer: Paul Le Guen ( Frankreich) | Nawaf al-Khaldi – Amer al-Fadhel, Fahad al-Hajeri, Musaed Neda, Fahad Awadh – Abdullah al-Buraiki, Fahad al-Ansari (74. Talal al-Amer), Ali Maqseed – Faisal Zaid (68. Bader al-Mutawa), Aziz Mashaan (74. Faisal al-Enezi) – Yousef Nasser Cheftrainer: Nabil Maaloul ( Tunesien) | Kuwait | Aufstellung Oman gegen Kuwait |
| Oman                                                                          | 1:0 al-Muqbali (69.) | | Kuwait | Aufstellung Oman gegen Kuwait |
| Oman                                                                          | al-Mukhaini (66.) | al-Ansari (24.), al-Mishaan (60.) | Kuwait | Aufstellung Oman gegen Kuwait |
| Oman                                                                          | Spieler des Spiels: Abdulaziz al-Muqbali (Oman) | | Kuwait | Aufstellung Oman gegen Kuwait |
| 3. Spieltag                                                                   | | |        |                               |
| 17. Januar 2015 um 20:00 Uhr (10:00 Uhr MEZ) in Newcastle (Newcastle Stadium) | | |        |                               |
| Zuschauer: 7.499                                                              | | |        |                               |
| Schiedsrichter: Fahad al-Mirdasi ( Saudi-Arabien)                             | | |        |                               |
| Spielbericht                                                                  | | |        |                               |